# Petit-Couronne
Petit-Couronne è un comune francese di 9 250 abitanti situato nel dipartimento della Senna Marittima nella regione della Normandia.

## Società

### Evoluzione demografica
Abitanti censiti

## Amministrazione

### Gemellaggi
- Ahlem-Hannover, Germania
- Beccles, Regno Unito
- Vila Verde, Portogallo